# Cereus (plantengeslacht)
Cereus of zuilcactus is een geslacht van cactussen. De botanische naam komt van het Latijnse woord 'cereus', dat waskaars of wasfakkel betekent.
Cereus was vroeger het grootste geslacht onder de cactussen en omvatte behalve de zuilcactussen ook de struikvormen en de kruipende en hangende typen. Taxonomen hebben deze indeling drastisch gewijzigd en nu worden alleen een twintigtal zuilcactussen nog onder het geslacht Cereus ingedeeld. Er zijn nog wel meer zuilvormige cactussen in andere geslachten. Veel van deze geslachtsnamen hebben '-cereus' als toevoeging, maar niet allemaal.
De 25 tot 30 bekende soorten stammen uit Zuid-Amerika: vooral uit Noord-Argentinië, Uruguay, Paraguay en Oost- en Zuid-Brazilië. Over hun lichaam ligt vaak een wittige, zeegroene of blauwige waslaag, die dient om de verdamping tegen te gaan. De bloemen openen zich 's nachts. De kroonbuis is praktisch schubloos. De vrucht is glad.
Cereus-soorten zijn populair als kamerplant. Omdat ze sterk groeien, worden ze ook wel als onderstam gebruikt. Als kamerplant groeien ze tot een hoogte van maximaal 150 cm, maar in het wild kunnen ze een hoogte van wel 10 m bereiken.

## Enkele soorten

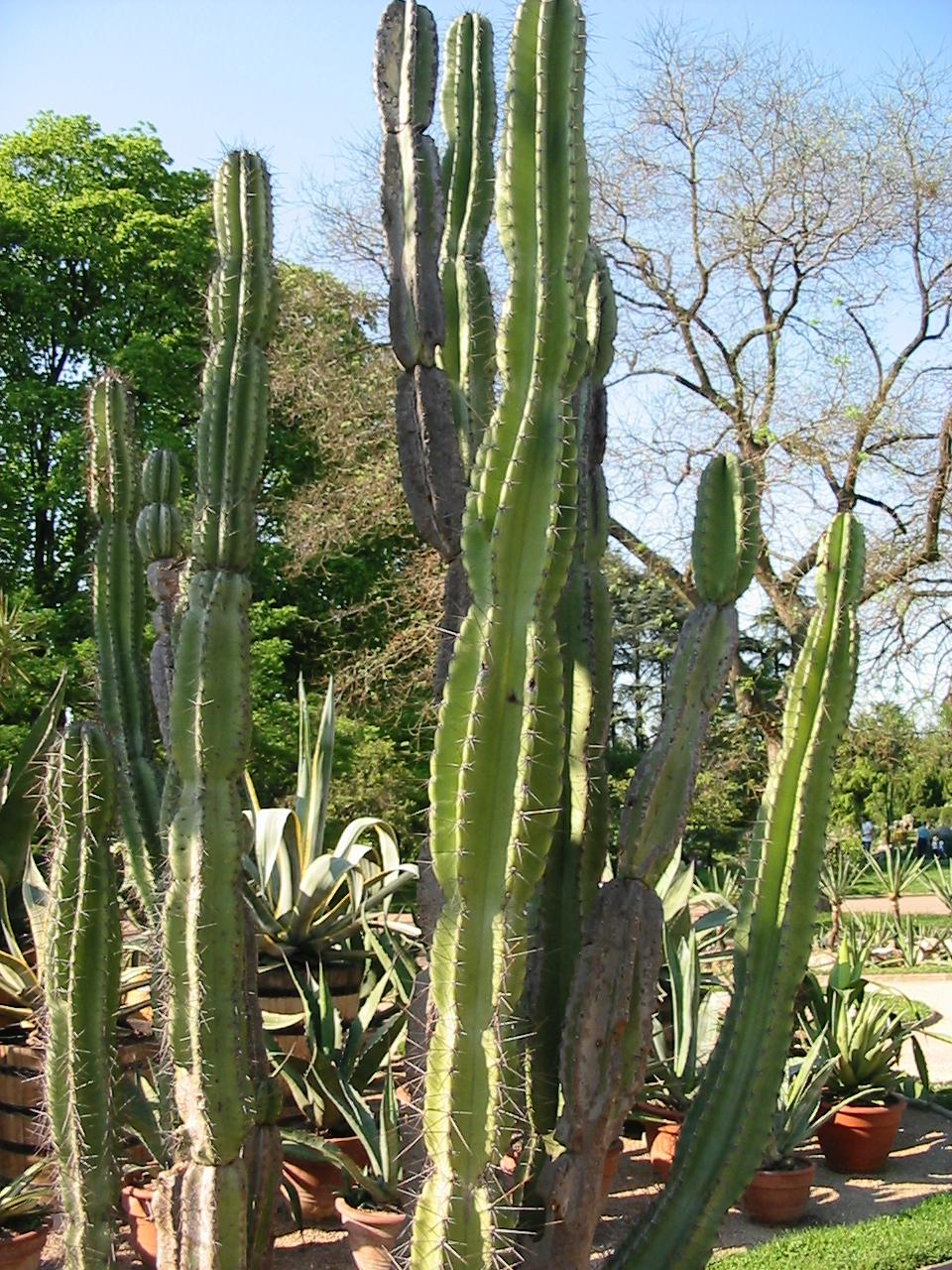
Cereus adelmarii
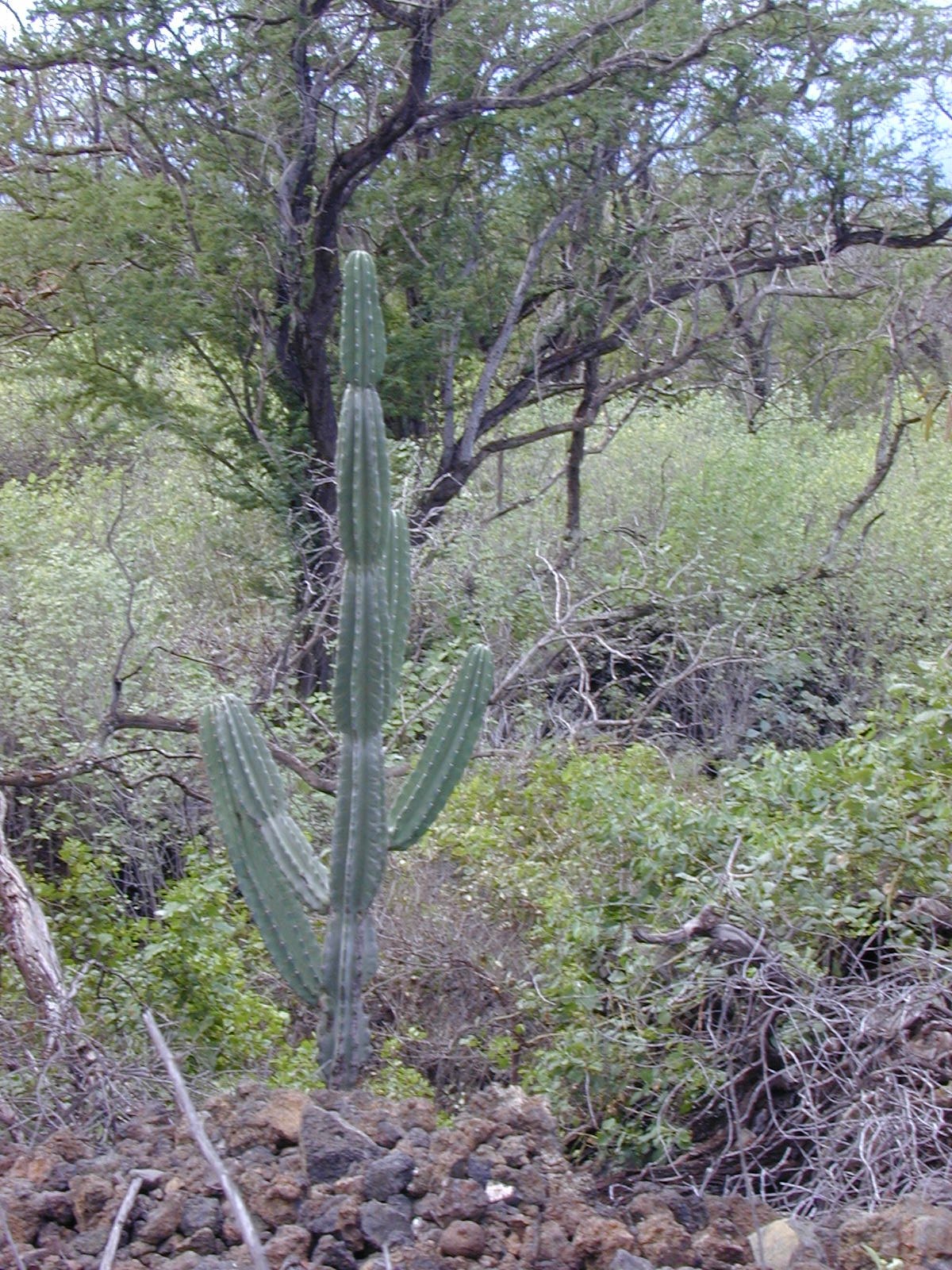
Cereus bicolor
- Cereus comarapanus
- Cereus fricii
- Cereus hexagonus
- Cereus hildmannianus
- Cereus horrispinus
- Cereus jamacaru
- Cereus pachyrhizus
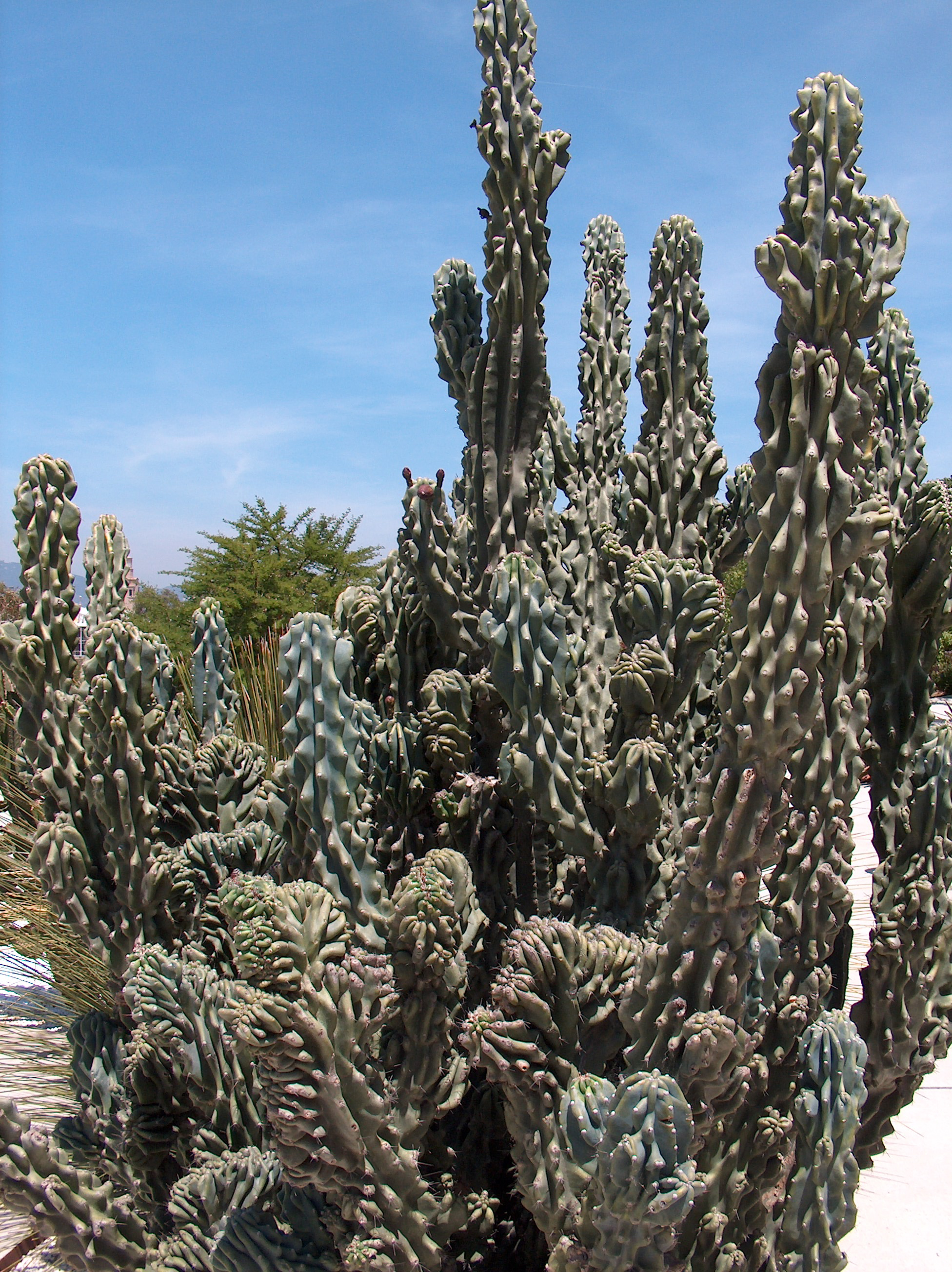
Cereus peruvianus
- Cereus repandus
- Cereus spegazzinii
- Cereus trigonodendron
- Cereus vargasianus

- Cereus jamacaru
- Cereus hildmannianus
- Cereus peruvianus var. monstruosus

Acanthocalycium · 
Acanthocereus · 
Acharagma ·
Akersia ·  
Ancistrocactus · 
Ariocarpus · 
Armatocereus · 
Arrojadoa · 
Arthrocereus · 
Astrophytum · 
Austrocactus · 
Austrocylindropuntia · 
Aztekium · 
Bergerocactus · 
Blossfeldia · 
Bolivicereus · 
Brachycereus · 
Brasilicereus · 
Brasiliopuntia · 
Browningia · 
Calymmanthium · 
Carnegiea · 
Cephalocereus · 
Cephalocleistocactus · 
Cereus · 
Cintia ·
Cipocereus · 
Cleistocactus · 
Cochemeia · 
Coleocephalocereus · 
Consolea · 
Copiapoa · 
Corryocactus · 
Coryphantha · 
Cumulopuntia · 
Cylindropuntia · 
Dendrocereus · 
Denmoza · 
Discocactus · 
Disocactus · 
Echinocactus · 
Echinocereus · 
Echinomastus · 
Echinopsis · 
Epiphyllum · 
Epithelantha · 
Erdisia ·
Eriosyce · 
Escobaria · 
Escontria · 
Espostoa · 
Espostoopsis · 
Eulychnia · 
Facheiroa · 
Ferocactus · 
Frailea · 
Geohintonia · 
Grusonia · 
Gymnocalycium · 
Haageocereus · 
Harrisia · 
Hatiora · 
Hylocereus · 
Isolatocereus · 
Jasminocereus · 
Lasiocereus · 
Lemaireocereus · 
Leocereus · 
Lepismium · 
Leptocereus · 
Leuchtenbergia · 
Lobivia · 
Lophophora · 
Maihuenia · 
Maihueniopsis · 
Mammillaria · 
Mammilloydia · 
Matucana · 
Melocactus · 
Micranthocereus · 
Mila · 
Miqueliopuntia · 
Myrtillocactus · 
Neobuxbaumia · 
Neolloydia · 
Neoraimondia · 
Neowerdermannia · 
Notocactus · 
Obregonia · 
Opuntia · 
Oreocereus · 
Oroya · 
Ortegocactus · 
Pacherocactus · 
Pachycereus · 
Parodia · 
Pediocactus · 
Pelecyphora · 
Peniocereus · 
Pereskia · 
Pereskiopsis · 
Pierrebraunia · 
Pilosocereus · 
Polaskia · 
Praecereus · 
Pseudoacanthocereus · 
Pseudorhipsalis · 
Pterocactus · 
Pygmaeocereus · 
Quiabentia · 
Rauhocereus · 
Rebutia · 
Rhipsalis · 
Samaipaticereus · 
Schlumbergera· 
Sclerocactus · 
Selenicereus · 
Setiechinopsis · 
Stenocactus · 
Stenocereus · 
Stephanocereus · 
Stetsonia · 
Strombocactus · 
Sulcorebutia · 
Tacinga · 
Tephrocactus · 
Thelocactus · 
Trichocereus · 
Tunilla · 
Turbinicarpus · 
Uebelmannia · 
Weberbauerocereus · 
Weberocereus · 
Weingartia ·  
Yavia · 
Yungasocereus · 
Zygocactus ·